# Спиридонова Марія Олександрівна
Марія Олександрівна Спиридонова (16 [28] жовтня 1884, Тамбов — 11 вересня 1941, Медведівський ліс під Орлом) — російська революціонерка, одна з керівниць партії лівих есерів.

## Біографія

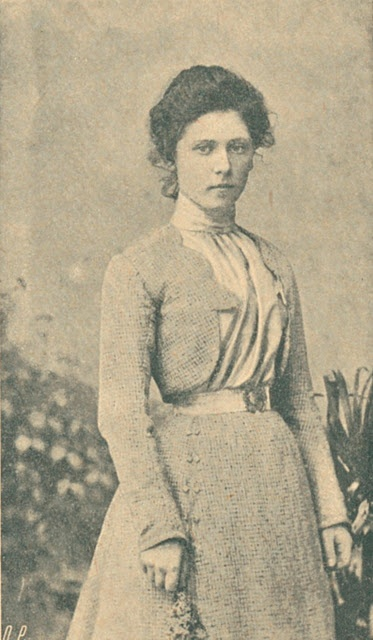
Марія Спиридонова в юності

Народилася в Тамбові 1884 року в сім'ї колезького секретаря. У 1902 році закінчила Тамбовську жіночу гімназію. Працювала конторницею в губернському дворянському зібранні. Долучилася до місцевої організації есерів, вступила до бойової дружини партії. В березні 1905 року була заарештована за участь у демонстрації, але незабаром її відпустили.

### Замах
16 січня 1906 року на вокзалі Борисоглєбська смертельно поранила цивільного чиновника VI класу — радника тамбовського губернатора Гаврила Луженовського, випустивши в нього п'ять куль. Радник відзначився під час придушення революційних виступів під час революції 1905 року; Спиридонова сама зголосилася здійснити вбивство. Вона слідкувала а Луженовським на станціях і в поїздах кілька днів, поки не випала нагода вбити його. Після вбивства Луженовського вона намагалася застрелитися, але не встигла, підбіг козак оглушив її ударом приклада. Спиридонова була по-звірячому побита: лікар, який оглядав її у в'язниці, засвідчив численні ушкодження. 12 березня 1906 року виїзна сесія Московського окружного військового суду засудила Спиридонову до смертної кари через повішення. Шістнадцять днів вона провела в очікуванні страти, як пізніше писала Спірідонова, такі моменти назавжди змінюють людину. Марія боялася, що не зможе гідно зустріти смерть, вона зробила чоловічка з хлібного м'якушки і, підвісивши його на волосині, годинами розгойдувала. 28 березня їй повідомили про заміну смертної кари безстроковою каторгою, яку вона відбувала на Нерчинській каторзі.

### Нерчинська каторга

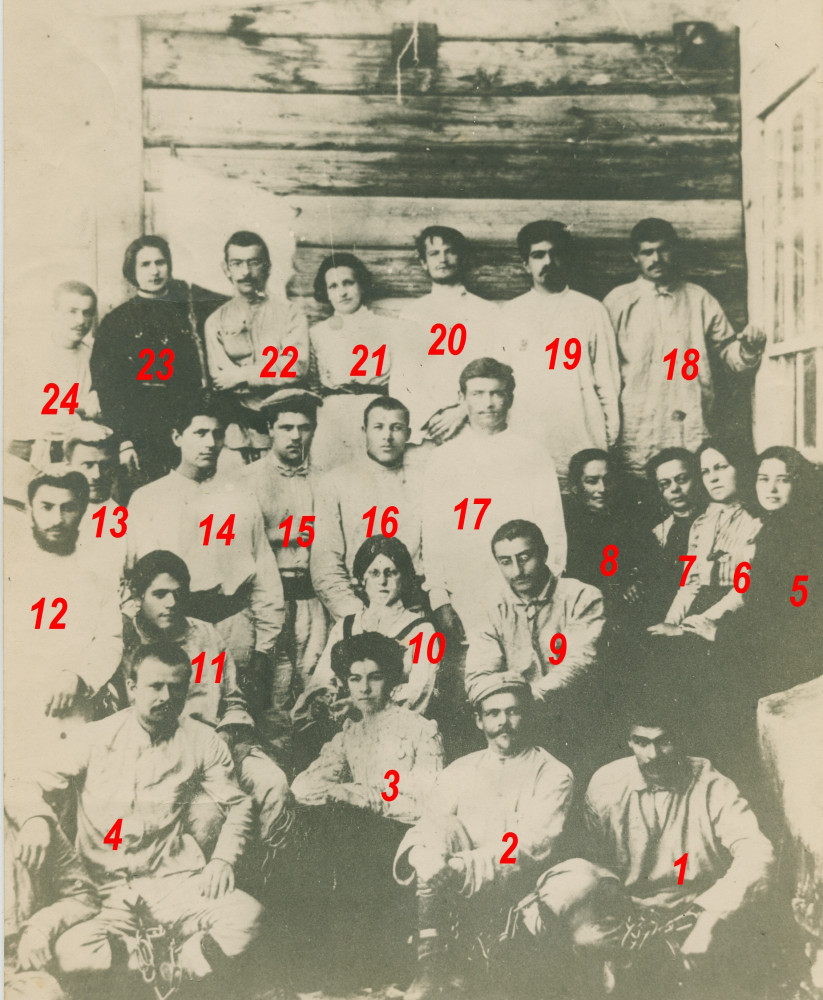
Зустріч каторжан у Стрітенську підчас етапу да Акатуя. 1 – Омелян Ганенко; 2 – Лев Алєшкер; 3- Зінаїда Бронштейн; 4 – Василь Латін; 5 – Ревека Фіалка; 6 – Анастасія Біценко; 7 – Лідія Єзерська; 8 – Лія Бронштейн; 9 – Прош Прошьян; 10 – Марія Спіридонова; 11 – ?; 12 – Фрідріх Файфер; 13 – ?; 14 – Натан Грінфельд; 15 – ?; 16 – Іван Ошко; 17 – Сергій Панов; 18 – Ізраїль Кунін; 19 – ?; 20 – ?; 21 – Олександра Ізмайлович; 22 – Мойсей Магазінер; 23 – Марія Школьнік; 24 – ?. Архів Омеляна Ганенка.

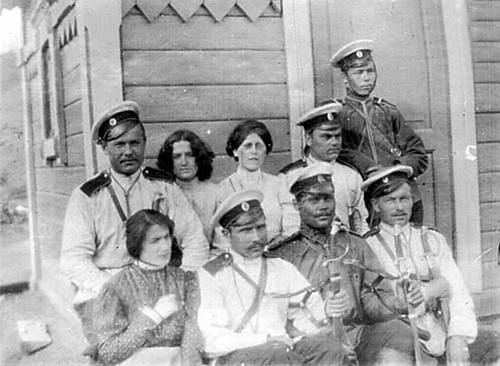
Марія Школяр, Ребека Фіалка та Марія Спиридонова в Акатуйській в'язниці з конвоєм, 1906 рік

В Бутирській в'язниці Спірідонова зустрілася з кількома відомими жінками-терористками — Олександрою Ізмайлович, Анастасією Біценко, Лідією Єзерською, Ребекою Фіалкою і Марією Школяр.
В липні 1906 року терористок привезли до Акатуйської каторжної в'яниці. До кінця 1906 року режим у в'язниці був досить м'яким — ув'язненим дозволялося носити власний одяг, отримувати книги і вільно розмовляти під час прогулянок. Взимку 1907 надійшло розпорядження, що жінки-«політичні» повинні бути етаповані до Мальцевської в'язниці, що викликало обурення у в'язнів, бо подорож в суворий мороз міг бути вкрай небезпечним для життя і здоров'я. Однак начальник Алгачинської в'язниці Бородулін (він буде згодом убитий членом Північного летючого бойового загону) жорстко вимагав виконання розпорядження про переведення хворих Спірідонової і Школяр.
У Мальцевській в'язниці відбували термін покарання, головним чином, жінки, засуджені за кримінальні злочини. Режим утримання ув'язнених і побутові умови їх життя були вкрай важкими.

### 1917—1919 роки
Після лютневої революції Марію Спиридонову звільнили за розпорядженням міністра юстиції Олександра Керенського і 8 березня 1917 року вона прибула до Чити, а вже звідти у травні приїхала в Москву, де увійшла до числа лідерів партії лівих есерів. Увійшовши до складу Оргбюро лівого крила партії, працювала в Петроградській організації, виступала у військових частинах, серед робітників, закликаючи до припинення війни, передачі землі селянам, а влади — Радам. Вона співпрацювала в газеті «Земля і воля», була редактором журналу «Наш шлях», входила до складу редколегії газети «Прапор праці»; виступаючи з програмними заявами. Спиридонова була обрана головою на Надзвичайному і II Всеросійському селянському з'їздах, працювала в ЦВК і в селянській секції ВЦВК.

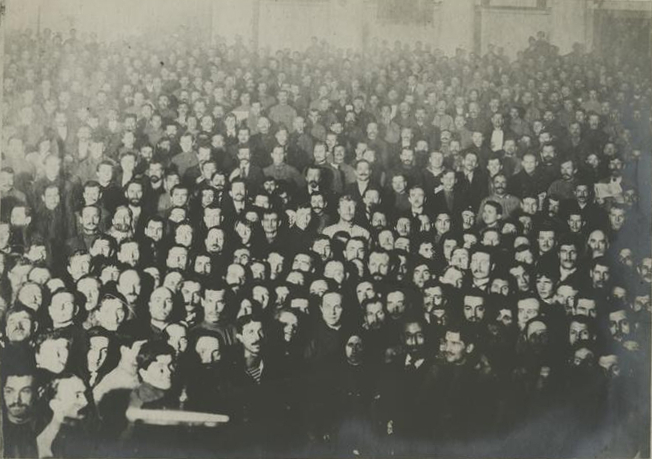
Спиридонова серед делегатів з'їзду Петроградської ради робітничих і солдатських депутатів

Спиридонова усвідомлювала необхідність співпраці з більшовиками. «Як нам чужі їх грубі кроки, — говорила вона на I з'їзді ПЛСР(і) 21 листопада 1917 р., — але ми з ними в тісному контакті, тому що за ними йде маса, виведена зі стану застою». Вона вважала, що вплив більшовиків на маси носить тимчасовий характер, оскільки у них «все дихає ненавистю», і що більшовики збанкрутують на другій стадії революції.
Такою стадією, на її думку, стане «соціальна революція», яка незабаром спалахне, але отримає шанси на успіх лише в тому випадку, якщо перетвориться на світову. Жовтневий переворот як «політична революція» є лише початок світової революції. Ради вона характеризувала як «найбільш повне вираження народної волі».
Аж до проголошення 18 листопада 1917 року лівоесерівською нарадою себе Першим з'їздом ПЛСР Спиридонова плекала надію на завоювання лівими більшості ПСР. На той час вона виконувала важливе для лівих есерів завдання із завоювання на їх бік селянської більшості на надзвичайному і II Всеросійських з'їздах селянських депутатів. «Нам необхідно як молодій партії, — казала вона I з'їзду ПЛСР, — завоювати селянство». Ставка на Спиридонову була зроблена лівоесерівським ЦК не випадково. До ореолу великомучениці вона на той час зуміла додати, багато в чому завдяки популізму, популярність емоційного оратора, публіциста та політичного діяча, що відстоював селянські інтереси. Джон Рід називав її на той момент «найпопулярнішою і найвпливовішою жінкою в Росії».
4 січня 1918 року була висунута більшовицькою фракцією на посаду Голови Установчих Зборів. При голосуванні отримала 160 голосів. Віктор Чернов отримав 260 голосів і був обраний Головою Установчих Зборів. У січні 1918 року закликала III Всеросійський з'їзд Рад прийняти Закон про соціалізацію землі. У лютому — березні 1918 року Спиридонова була членом Комітету революційної оборони Петрограда.
Спиридонова підтримувала зусилля російської делегації з укладення миру з Німеччиною, вважаючи, що це піде на користь світовій революції: «Після вчинків урядів Англії і Франції укладення сепаратного миру буде тим поштовхом, який змусить маси прозріти». У доповіді 19 квітня 1918 р. на II з'їзді ПЛСР Спиридонова закликала лівих есерів розділити відповідальність за Берестейський мир з більшовиками: «Мир підписаний не нами і не більшовиками: він був підписаний злиднями, голодом, небажанням народу воювати. І хто з нас скаже, що партія лівих есерів, представляючи вона одна владу, вчинила б інакше, ніж партія більшовиків?»

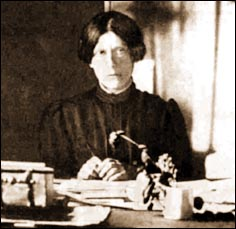
Марія Спиридонова Фотографія зроблена до 1920 року

В період квітня-червня 1918 р. Спиридонова круто змінила свою політичну позицію. Від співпраці з більшовиками, вона, одна з небагатьох що різко критикували вихід лівих есерів з РНК, перейшла в табір політичних противників більшовиків. За її власними словами, вона була після виходу лівих есерів з Радянського уряду єдиною сполучною ланкою з більшовиками і пішла від них «пізніше інших». В цей же час різко змінилося ставлення Спиридонової до Берестейського миру. Незабаром за цим відбулося повстання лівих есерів проти більшовиків. За словами доктора історичних наук Володимира Лаврова, Спиридонова була причетна до вбивства німецького посла Вільгельма фон Мірбаха — консультувала Якова Блюмкіна.
6 липня 1918 року під час V Всеросійського з'їзду Рад, в числі інших керівників лівих есерів, була заарештована і відправлена на гауптвахту в Кремль. Перебуваючи під арештом, Спиридонова писала, що керівництво ПЛСР допустило ряд серйозних тактичних помилок. 27 листопада 1918 року Верховний ревтрибунал при ВЦВК розглянув справу про «змову ЦК партії лівих есерів проти Радянської влади і революції» і засудив Спиридонову до року в'язниці, але, взявши до уваги «особливі заслуги перед революцією», амністував і звільнив її.
22 січня 1919 року Спиридонова була знову арештована московською ЧК. Московським ревтрибуналом, на якому свідком обвинувачення був Микола Бухарін, Спиридонова була визнана винною в наклепі на радянську владу і тим самим допомогою контрреволюції. Її ізолювали від політичної і громадської діяльності на рік та відправили до Кремлівської лікарні. У квітні 1919 року втекла звідти з допомогою есерівського ЦК і перебувала на нелегальному становищі.

### Репресії з боку радянської влади
26 жовтня 1920 року Спиридонова була знову арештована, 18 листопада 1921 відпущена на поруки керівників есерів Ісаака Штейнберга та Ісаака Бакала, і зобов'язання, що вона ніколи не буде займатися політичною діяльністю.
Жила в підмосковній Малахівці під наглядом ВЧК.
У 1923 році невдало намагалася втекти за кордон і була засуджена на 3 роки заслання, перебувала в підмосковному радгоспі ОГПУ «Воронцово». Потім перебувала на засланні в Самарканді (1925—1928) і Ташкенті (1928—1930).
У 1931 році знову засуджена на 3 роки заслання. Цей термін, продовжений потім на 5 років, відбувала в Уфі. Вийшла заміж за Іллю Майорова. В Уфі жила «комуною» з чоловіком, пасинком, свекром та двома своїми подругами — Іриною Каховською та Олександрою Ізмайлович. Працювала в Башкирській конторі Держбанку.
У 1937 році була знову зарештована в Уфі. Військова колегія Верховного суду СРСР визнала її винною в тому, що «до дня арешту входила до складу об'єднаного есерівського центру і в цілях розгортання широкої контрреволюційної терористичної діяльності організовувала терористичні і шкідницькі групи в Уфі, Горькому, Тобольську, Куйбишеві та інших містах…». Перебувала в Уфімській тюрмі, а потім у Москві в Бутирській в'язниці. Військова колегія Верховного суду СРСР засудила її до 25 років тюремного ув'язнення. Відбувала термін у Ярославській і Орловській в'язницях.
11 вересня 1941 року розстріляна співробітниками НКВС у Медведівському лісі під Орлом разом з іншими 153 політичними в'язнями Орловській в'язниці (серед них був її чоловік Ілля Майоров, подруга Олександра Ізмайлович). Розстріл пояснювався тим, що переміщення засуджених даної в'язниці було не можливим. Більшу частину відбуваючих покарання у таких випадках відпускали, яких приписували до відступавши військових частин. Найбільш небезпечних ув'язнених у ряді випадків убивали.
Реабілітована частково у 1988, повністю в 1992 році.

## Ідеї
Відкритий лист Марії Спиридонової до ЦК партії більшовиків
Кремль. 1918. Листопад.
«Своїм цинічним ставленням до влади рад, своїми білогвардійськими розгонами з'їздів і рад і безкарним свавіллям призначенців-більшовиків ви поставили себе в табір повстанців проти радянської влади, єдиних за силою в Росії.
Влада рад — це при всій своїй хаотичності велика і краща виборність, ніж всі Установчі збори, Думи і Земства. Влада рад — апарат самоврядування трудящих мас, чутливо відображає їх волю, настрої та потреби.
І коли кожна фабрика, кожен завод і село мали право через перевибори свого радянського делегата впливати на роботу державного апарату і захищати себе загалом і в приватному сенсі, то це дійсно було самоврядуванням.
Будь яке свавілля і насильство, всякі гріхи, природні при перших спробах маси керувати і керуватися, легко виліковні, бо принцип необмеженої ніяким часом виборності влади і населення над своїм обранцем дає можливість виправити свого делегата радикально, замінивши його найчеснішим і найкращим, відомим всьому селу й заводу.
І коли трудовий народ б'є радянського свого делегата за обман і крадіжку, оскільки цього делегату і треба, хоча б він був і більшовик, і те, що на захист таких негідників ви посилаєте в села артилерію, керуючись буржуазним поняттям про авторитет влади, доводить, що ви або не розумієте принципу влади трудящих, або не визнаєте його.
І коли мужик розганяє або вбиває ґвалтівників-призначенців — це і є червоний терор, народний самозахист від порушення їх прав, від гніту і насильства.
І якщо маса даного села або фабрики посилає правого соціаліста, нехай посилає це її право, а наша біда, що ми не зуміли заслужити її довіру.
Для того, щоб радянська влада була барометрична, чуйна і спаяна з народом, потрібна безмежна свобода виборів, гра народних стихій, і тоді-то і народиться творчість, нове життя, новий розподіл і боротьба.
І тільки тоді маси будуть відчувати, що все, що відбувається — їхня справа, а не чужа.
Що вона сама [маса] творець своєї долі, а не хтось її опікується і добро, і адвокатить за неї, як в Установчих Збора та інших парламентарних установах, і тільки тоді вона буде здатна до безмежного подвигу.
Тому ми боролися з вами, коли ви виганяли правих соціалістів з рад і ЦВК.
Ради не тільки бойова політико-економічна організація трудящих, вона і певна платформа.
Платформа знищення всіх основ буржуазно-кріпосницького ладу, і якщо б праві делегати намагалися його зберегти або захищати в радах, сама природа даної організації зламала б їх, або народ викинув би їх сам, а не ваші надзвичайні стани, як зрадників його інтересів.
Програма жовтневої революції, як вона схематично намітилася у свідомості трудящих, жива в їх душах досі, і маса не зраджує собі, а їй зраджують.
Неповага до обрання трудящими своїх делегатів і радянських працівників, що є грубим кулеметним свавіллям, який був і до липневої реакції, коли ви вже часто репетирували розгони з'їздів рад, слідкуючи за нашим посиленням, — дасть багаті плоди правим партіям.
Ви настільки привчили народ до безправ'я, створили такі навички покірливого підпорядкування всяким нальотам, що авксент'євська американська красновська диктатура можуть пройти, як по маслу.
Замість вільного, що переливається, як світло, як повітря, творчості народної, через зміну, боротьба в радах і на з'їздах, у вас — призначенці, пристава і жандарми з комуністичної партії».

## У культурі
- У фільмі «Шосте липня» (СРСР, 1968 р.) Спиридонову грала Алла Демидова.
- У фільмі «Поіменне голосування» («Штрихи до портрета В. І. Леніна», 1967—1969 рр.) Спиридонову зіграла Людмила Возіян.
- У фільмі «Чорний трикутник» (СРСР, 1981 р.) роль Спиридонової виконала Жанна Болотова
- У фільмі «Бій на перехресті» (СРСР, 1982 р.) роль Спиридонової виконала Зінаїда Славіна.